# 小行星2587
小行星2587（2587 Gardner）是一颗绕太阳运转的小行星，为主小行星带小行星。该小行星于1980年7月17日发现。
該小行星以美國數學家马丁·加德纳命名。

## 轨道参数
小行星2587的轨道半长轴为3.1646146 UA，离心率为0.157。